# Padasan (Kerek)
Padasan is een bestuurslaag in het regentschap Tuban van de provincie Oost-Java, Indonesië. Padasan telt 3168 inwoners (volkstelling 2010).